# عالیجناب (مجموعه تلویزیونی)
عالیجناب (به انگلیسی: Your Honor) یک مینی سریال آمریکایی با بازی برایان کرانستون است که از تلویزیون اسرائیلی Kvodo (عبری: כבודו) اقتباس شده
است. در Showtime در ۶ دسامبر سال ۲۰۲۰ پخش شد.

## موضوع
هنگامی که پسر نوجوان قاضی برجسته نیواورلئان نوجوان دیگری را در یک تصادف می‌کشد، قاضی او را ترغیب می‌کند که خود را به پلیس معرفی کند، اما وقتی می‌فهمد مقتول پسر مافیای محلی است نظر خود را تغییر می‌دهد.
برایان کرانستون در نقش یک قاضی محترم بازی می‌کند که پسرش آدام درگیر یک سانحه رانندگی می‌شود که منجر به یک بازی پر از دروغ، فریب و گزینه‌های غیرممکن می‌شود. و پدرش می‌خواهد از پسرش در برابر درگیری جنایی با مافیا محافظت کند.

## بازیگران
برایان کرانستون در نقش مایکل دسیاتو، قاضی شریف نیواورلئان، که حاضر به انجام هر کاری برای محافظت از جان پسرش است
هانتر دووهان در نقش آدام دسیاتو، پسر مایکل که دریک درگیری منجر به کشته شدن پسر رئیس یک خانواده مافیایی در نیواورلئان می‌شود.
هوپ دیویس در نقش جینا باکستر، همسر بی رحم جیمی
صوفیا بلک د الیا در نقش فرنی، معلم آدم که با او رابطه دارد.
ایسیا ویتلاک جونیور در نقش چارلی، سیاستمداری مرتبط با مافیا و بهترین دوست مایکل.
مایکل استولبرگ در نقش جیمی باکستر، رئیس خانواده مافیا
کارمن اجوگو در نقش لی دلیر، محافظ سابق مایکل

## ساخت مجموعه
این مجموعه برای اولین بار توسط استودیوی CBS در اوت ۲۰۱۷ کلید خورد و پایان آن در اکتبر ۲۰۱۷ اعلام شد. اولین بار در ۶ دسامبر سال ۲۰۲۰ این سریال پخش شد.

## نگاه منتقدان
برای این مینی سریال، روتن توماس رتبه تأیید ۴۴٪ را بر اساس بررسی ۳۶ منتقدین گزارش کرد، با میانگین امتیاز ۶٫۱ / ۱۰. در مورد اتفاق نظر منتقدان این وب سایت آمده‌است: "برایان کرانستون به عنوان پدر دیگری قدرتمند است و چیزی برای از دست دادن ندارد، اما عالی‌جناب بیش از حد شبیه نمایش‌های دیگر است، بهتر نشان می‌دهد مردان خوبی که کارهای بدی انجام می‌دهند تا اقدامات ناخوشایند خود را تضمین کنند.